# شوزو تسوجيتاني
شوزو تسوجيتاني (継 谷 昌 三) ولد 25 يونيو 1940 في اليابان هو لاعب كرة قدم ياباني سابق. وكان جزء من الفريق الوطني الياباني لعام 1964 بدورة الألعاب الاولمبية الصيفية مسابقة كرة القدم في طوكيو.

## روابط خارجية
- شوزو تسوجيتاني على موقع الاتحاد الدولي (مؤرشف)  (الإنجليزية)
- شوزو تسوجيتاني على موقع ناشيونال فوتبول تيمز (الإنجليزية)
- شوزو تسوجيتاني على موقع عالم كرة القدم.نت (الإنجليزية)
- شوزو تسوجيتاني على موقع أوليمبيديا (الإنجليزية)

1. ↑  "معلومات عن شوزو تسوجيتاني على موقع national-football-teams.com". national-football-teams.com. مؤرشف من الأصل في 2018-08-28.
2. ↑  "معلومات عن شوزو تسوجيتاني على موقع transfermarkt.com". transfermarkt.com. مؤرشف من الأصل في 2020-03-31.
3. ↑  "معلومات عن شوزو تسوجيتاني على موقع static.fifa.com". static.fifa.com. مؤرشف من الأصل في 2019-06-02.